# Evangelho de Judas

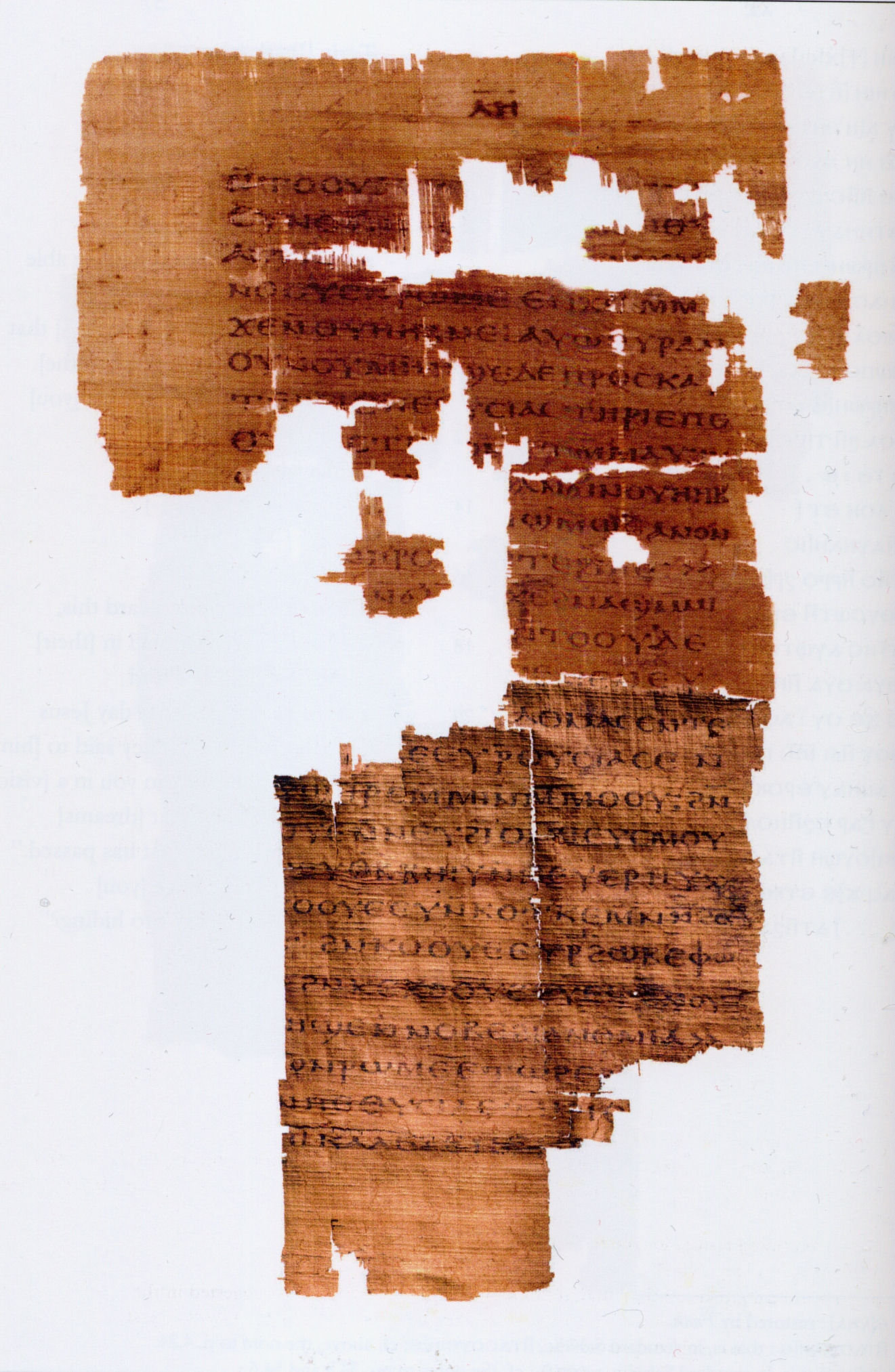
Página do Códice Tchacos com o Evangelho de Judas

O Evangelho de Judas é um evangelho apócrifo, atribuído a autores gnósticos nos meados do século II, composto de 26 páginas de papiro escrito em copta dialectal. Conta a versão de Judas Iscariotes sobre a crucificação de Jesus. Pelo livro, Judas supostamente traiu Jesus apenas para cumprir um mandamento do próprio Salvador.
Desaparecido por quase 1700 anos, a única cópia conhecida do documento foi publicada em 6 de abril de 2006 pela revista National Geographic. O manuscrito, autentificado como datando do século III ou IV (220 a 340 D.C.), é uma cópia de uma versão mais antiga redigida em grego. Contrariamente à versão dos quatro Evangelhos oficiais, este texto clama que Judas Iscariotes era o discípulo mais fiel a Jesus, e aquele que mais compreendia os seus ensinamentos. O seu conteúdo consiste basicamente em ensinamentos de Jesus para Judas, apresentando informações sobre uma estrutura hierárquica de seres angelicais e uma outra versão para a criação do universo.

## Descoberta
O documento, com bordas em couro, foi descoberto nos anos 1970 no deserto egípcio, perto de El Minya. Ele circulou em seguida entre os comerciantes de antiguidades para se encontrar primeiro na Europa e depois nos Estados Unidos, onde permaneceu em um cofre de um banco em Long Island (Nova York) durante 16 anos, antes de ser comprado em 2000 pela antiquária greco-suíça Frieda Nussberger-Tchacos.

## Restauração e tradução
Inquieta com a deterioração do manuscrito, Frieda confiou-o à fundação suíça Maecenas em fevereiro de 2001, a fim de preservá-lo e traduzi-lo. Após a restauração do documento, o trabalho de análise e tradução foi confiado a uma equipe de coptólogos dirigida pelo professor Rodolphe Kasser, especialista em manuscritos, da Universidade de Genebra. Kasser disse jamais ter visto um manuscrito em um estado tão ruim: páginas faltavam, o topo das páginas, onde ficavam os números, estava rasgado, e havia quase mil fragmentos de papiro. Para reconstituir, segundo ele, o "quebra-cabeças mais complexo jamais criado pela história", o professor Kasser foi auxiliado pela restauradora de papiros Florence Darbre e pelo especialista em copta dialetal Gregor Wurst, da Universidade de Augsburg (Alemanha). O documento, chamado "Códice Tchacos", será devolvido ao Egito e conservado no Museu Copta do Cairo.
Mario Jean Roberty, diretor da Fundação Maecenas, com sede em Basileia, garante que com os resultados dos testes realizados no documento pode-se afirmar, sem dar margem a dúvidas, que o texto foi transcrito entre o século III e o século IV.

## Tu sacrificarás o homem que me revestiu

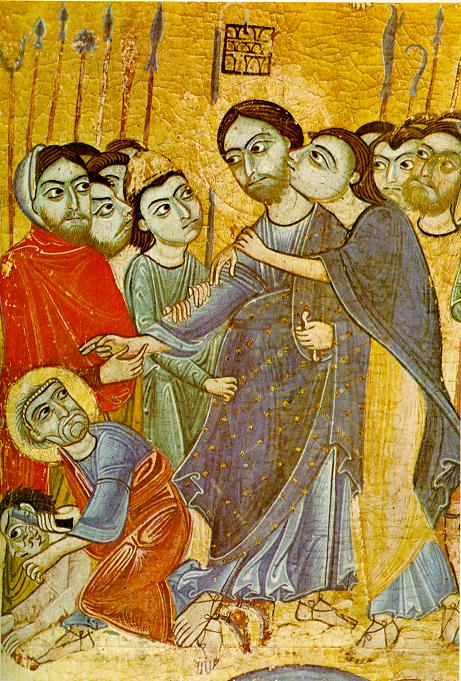
O Beijo de Judas em pintura anônima do século XII. Segundo o Evangelho de Judas o beijo não foi uma traição.

O trecho-chave do documento é atribuído a Jesus, dizendo a Judas: "Tu vais ultrapassar todos. Tu sacrificarás o homem que me revestiu". Segundo o pensamento gnóstico, esta frase significaria que, com a delação, Judas estaria contribuindo para que Jesus Cristo pudesse libertar o seu espírito, livrando-se de seu invólucro carnal, o corpo.
"Essa descoberta espetacular de um texto antigo, não-bíblico, considerada por alguns especialistas como um dos mais importantes documentos descobertos nos últimos 60 anos, estende nosso conhecimento da história e das diferentes opiniões teológicas do início da era cristã", esclarece Terry Garcia, um dos responsáveis da revista estado-unidense National Geographic. Presume-se que o original, provavelmente escrito em grego, seja datado do início do século II.
A existência do Evangelho de Judas havia sido atestada pelo primeiro bispo de Lyon, Santo Irineu, que o denunciou em um texto contra as heresias na metade do século II. O bispo teria explicado neste documento que nos tempos dos apóstolos aconteceram diversas tentativas de se espalhar o erro e perturbar a união dos cristãos, e que alguns faziam-se passar por convertidos, exclusivamente para disseminar doutrinas contrárias a da Fé Apostólica.
Irineu também comentou a existência de uma seita gnóstica chamada de Cainitas, cuja crença era baseada no princípio que o mundo material é imperfeito, tendo sido criado não por um Deus Supremo e sim por uma inteligência criadora inferior a este. Além de Irineu, Epifânio, bispo de Salamina, também argumentou sobre a existência desse manuscrito no ano de 375 D.C..
Elaine Pagels, professora de Religião na Universidade de Princeton e uma das grandes especialistas mundiais sobre os Evangelhos gnósticos, considera que "a descoberta surpreendente do Evangelho de Judas, bem como daqueles de Maria Madalena e de diversos outros documentos dissimulados durante quase 2000 anos, modifica nossa compreensão dos primórdios do cristianismo. Essas descobertas erradicam o mito de uma religião monolítica e mostram o quanto o movimento cristão era realmente diversificado e fascinante no seu início".

## Exposições e documentários
A National Geographic consagra um longo artigo no seu número de maio de 2006 e inaugurou uma exposição dia 7 de abril de 2006 na sua sede em Washington, D.C., onde o público pode contemplar as páginas do manuscrito. A revista, em colaboração com a Fundação Maecenas, apresentou também nos Estados Unidos e na Europa um documentário de duas horas no seu canal de TV a cabo dia 9 de abril de 2006.
O manuscrito foi traduzido em português, inglês, alemão e francês, e também é o tema de dois livros.